# Saison 2009-2010 du Grasshopper Club Zurich
Chronologie
Saison précédente Saison suivante
Le Grasshopper-Club Zurich joue pour la saison 2009-2010 en Axpo Super League, la première division suisse. 
L'équipe entraînée par Ciriaco Sforza termine troisième du championnat à l'issue de la saison avec 65 points, se qualifiant ainsi pour les barrages de la Ligue Europa 2010-2011. Le club est par contre éliminé dès le deuxième tour de la Coupe de Suisse de football 2009-2010.

## Compétitions officielles

### Super League
| Date              | Journée | Adversaire      | Lieu | Score | Buteurs du club                                                           | Class. | Affluence |
| ----------------- | ------- | --------------- | ---- | ----- | ------------------------------------------------------------------------- | ------ | --------- |
| 11 juillet 2009   | J01     | FC Aarau        | Ext. | 0 - 1 | -                                                                         | 7      | 6.800     |
| 19 juillet 2009   | J02     | FC Sion         | Dom. | 3 - 1 | Callà 30e, António 58e, Ben Khalifa 90+1e                                 | 7      | 4.800     |
| 26 juillet 2009   | J03     | FC Lucerne      | Ext. | 1 - 2 | Vallori 81e                                                               | 4      | 7.145     |
| 2 août 2009       | J04     | BSC Young Boys  | Ext. | 0 - 2 | -                                                                         | 7      | 20.949    |
| 8 août 2009       | J05     | FC Saint-Gall   | Dom. | 1 - 3 | Schultz 68e                                                               | 9      | 7.300     |
| 16 août 2009      | J06     | FC Bâle         | Dom. | 3 - 1 | António 15e, Callà 61e, Zárate 74e                                        | 10     | 8.900     |
| 23 août 2009      | J07     | AC Bellinzone   | Ext. | 0 - 0 | -                                                                         | 8      | 3.849     |
| 31 août 2009      | J08     | Neuchâtel Xamax | Dom. | 1 - 3 | Salatić 9e                                                                | 8      | 4.600     |
| 12 septembre 2009 | J09     | FC Zurich       | Ext. | 3 - 4 | Zárate 7e 81e, Ben Khalifa 75e                                            | 8      | 14.800    |
| 23 septembre 2009 | J10     | FC Aarau        | Dom. | 4 - 0 | Zárate 43e, Lulić 56e, Salatić 65e, Schultz 72e                           | 8      | 3.500     |
| 27 septembre 2009 | J11     | FC Sion         | Ext. | 3 - 2 | Smiljanić 54e (pen.), Cabanas 75e, Zárate 92e                             | 8      |           |
| 3 octobre 2009    | J12     | FC Lucerne      | Dom. | 0 - 0 | -                                                                         | 3      | 10.100    |
| 24 octobre 2009   | J13     | BSC Young Boys  | Dom. | 2 - 1 | Callà 13e, Smiljanić 76e (pen.)                                           | 7      | 8.600     |
| 28 octobre 2009   | J14     | FC Saint-Gall   | Ext. | 0 - 1 | -                                                                         | 7      | 13.290    |
| 31 octobre 2009   | J15     | FC Bâle         | Ext. | 1 - 3 | Smiljanić 28e                                                             | 7      | 22.817    |
| 7 novembre 2009   | J16     | AC Bellinzone   | Dom. | 7 - 0 | Lulić 11e 71e, Zárate 20e 77e, Callà 40e, Smiljanić 65e (pen.) 88e (pen.) | 8      | 4.100     |
| 28 novembre 2009  | J17     | Neuchâtel Xamax | Ext. | 1 - 0 | Zárate 89e                                                                | 7      | 5.485     |
| 5 décembre 2009   | J18     | FC Zurich       | Dom. | 1 - 0 | Cabanas 53e                                                               | 5      | 12.200    |
| 7 février 2010    | J19     | FC Lucerne      | Ext. | 2 - 4 | Callà 5e, Cabanas 85e                                                     | 5      | 6.277     |
| 6 mars 2010       | J23     | FC Bâle         | Ext. | 2 - 1 | Colina 3e, Cabanas 58e                                                    | 7      | 20.088    |
| 10 mars 2010      | J20     | FC Aarau        | Dom. | 2 - 0 | Zárate 62e, Zuber 90e                                                     | 7      | 2.600     |
| 14 mars 2010      | J24     | FC Saint-Gall   | Dom. | 2 - 1 | Rennella 42e, Smiljanić 79e (pen.)                                        | 7      | 5.900     |
| 17 mars 2010      | J22     | FC Sion         | Dom. | 2 - 0 | Ben Khalifa 45e, Toko 80e                                                 | 4      | 3.400     |
| 20 mars 2010      | J25     | BSC Young Boys  | Ext. | 0 - 4 | -                                                                         | 4      | 20.215    |
| 25 mars 2010      | J26     | Neuchâtel Xamax | Dom. | 2 - 1 | Cabanas 4e, Ben Khalifa 93e                                               | 3      | 3.600     |
| 28 mars 2010      | J27     | AC Bellinzone   | Dom. | 2 - 0 | Ben Khalifa 16e, Zuber 41e                                                | 3      | 4.100     |
| 1er avril 2010    | J28     | AC Bellinzone   | Ext. | 2 - 1 | Ben Khalifa 12e, Zárate 91e                                               | 3      | 2.300     |
| 5 avril 2010      | J21     | FC Zurich       | Ext. | 2 - 3 | Zuber 17e, Cabanas 24e                                                    | 3      | 18.220    |
| 10 avril 2010     | J29     | Neuchâtel Xamax | Ext. | 1 - 0 | Zárate 41e                                                                | 3      | 3.520     |
| 13 avril 2010     | J30     | BSC Young Boys  | Dom. | 2 - 1 | Zárate 53e, Salatić 61e                                                   | 3      | 7.200     |
| 18 avril 2010     | J31     | FC Saint-Gall   | Ext. | 1 - 0 | Cabanas 17e                                                               | 3      | 15.000    |
| 25 avril 2010     | J32     | FC Bâle         | Dom. | 4 - 0 | Zuber 3e, Cabanas 13e, Smiljanić 30e (pen.), Zárate 81e                   | 3      | 12.600    |
| 1er mai 2010      | J33     | FC Sion         | Ext. | 0 - 1 | -                                                                         | 3      | 10.500    |
| 6 mai 2010        | J34     | FC Zurich       | Dom. | 4 - 0 | Ben Khalifa 6e, Cabanas 50e, Steuble 72e                                  | 3      | 12.200    |
| 13 mai 2010       | J35     | FC Aarau        | Ext. | 4 - 1 | Zuber 41e, Zárate 66e, Ben Khalifa 72e, Adili 85e                         | 3      | 7.900     |
| 16 mai 2010       | J36     | FC Lucerne      | Dom. | 0 - 1 | -                                                                         | 3      | 6.300     |

### Coupe de Suisse
| Date                     | Tour            | Adversaire | Niveau                | Lieu | Score | Buteurs du club                               | Affluence |
| ------------------------ | --------------- | ---------- | --------------------- | ---- | ----- | --------------------------------------------- | --------- |
| Samedi 19 septembre 2009 | 1/32e de finale | FC Chiasso | 1re Ligue (D3)        | Ext. | 3 - 0 | Smiljanić 45e (pen.), Zárate 54e, Callà 90+3e | 1.500     |
| Dimanche 18 octobre 2009 | 1/16e de finale | FC Lugano  | Challenge League (D2) | Ext. | 0 - 1 | -                                             | 3.000     |

## Statistiques

### Statistiques collectives
| Compétition     | Débute au tour | Termine       | Matches joués | Gagnés | Nuls | Perdus | Buts pour | Buts contre | Différence |
| --------------- | -------------- | ------------- | ------------- | ------ | ---- | ------ | --------- | ----------- | ---------- |
| Super League    | -              | 3e            | 36            | 21     | 2    | 13     | 65        | 43          | +22        |
| Coupe de Suisse | Premier tour   | Deuxième tour | 2             | 1      | 0    | 1      | 3         | 1           | +2         |
| Total           | -              | -             | 38            | 22     | 2    | 14     | 68        | 44          | +24        |